# Costa de Oro sueca
La Costa de Oro Sueca fue una colonia sueca fundada en 1650 en el golfo de Guinea en la actual Ghana, en el África occidental.

## Geografía
La colonia en aquella época comprendía únicamente algunos pequeños establecimientos alrededor de Cabo Corso (en la actual Cape Coast) a lo largo de la costa del golfo de Guinea en los territorios que posteriormente formarán la Costa de Oro Británica.
La colonia consistía en fortificaciones y factorías:
- Fort Karlsborg (conocido también como Carolusborg o Cape Coast Castle), actual Cape Coast, bajo administración sueca desde el 22 de abril de 1650 a enero (o febrero) de 1658 y después desde el 10 de diciembre de 1660 al 22 de abril de 1663.
- Fort William (conocido también como Annamabo), actual Anomabu,  bajo administración sueca desde 1650 a 1657.
- Fort Batenstein (conocido también como Batensteyn), actual Butri cercana a Sekondi-Takoradi, bajo administración sueca de 1650 a 1656.
- Fort Christiansborg (conocido también como Osu Castle), actual Osu, distrito de Acra, bajo administración sueca entre 1652 y 1658.
- Fort Witsen (conocido también como Taccorari), actual Sekondi-Takoradi, bajo administración sueca entre 1653 y 1658.
- Fort Apollonia, actual Benyin, bajo administración sueca entre 1655 y 1657.
- Factoría de Gemoree.
- Factoría de Accara.

## Gobernadores de la colonia
Cada uno de los tres administradores suecos de la colonia tuvo un título diferente:
- Director: Henrik Carloff, 22 de abril de 1650-1656.
- Gobernador: Johan Filip von Krusenstierna, 1656 - febrero de 1658, 1659-1660.
- Comandante: Tönnies Voss, 16 de abril - 22 de abril de 1663.

## Historia
Tras la fundación de la Compañía Sueca de África en 1649, una expedición bajo el mando de Henrik Carloff fue enviada a África el año siguiente. Carloff firmó un tratado, en nombre de la Compañía, con el rey de Futu (o Feta) por el cual adquiría algunas zonas de la región. El 22 de abril de 1650 fue oficialmente fundada la colonia de la Costa de Oro Sueca con Carloff como administrador.
En 1656 Johan Filip von Krusenstierna fue nombrado gobernador de la colonia. Este hecho enfureció a Carloff e hizo que abandonase Cabo Corso para volver y desembarcar el 27 de enero de 1658 con la nave danesa de "Glückstadt". Fort Karlsborg fue conquistado y pasó a formar parte de la Costa de Oro Danesa.
El rey Carlos X hizo de este hecho una de los motivos desencadenantes de la guerra contra Dinamarca. Con el Tratado de Copenhague (1660) de 1660 Cabo Corso pasó de nuevo a control sueco. A pesar de este tratado, se descubrió que un socio de Carloff, un tal Schmidt, había vendido la colonia por su cuenta en 1659 a Holanda y que después había desaparecido con el dinero.
Poco después la población local se rebeló contra el nuevo dominador consiguiendo liberarse. En diciembre de 1660 el rey de Futu ofreció de nuevo a los suecos el control del área. Fue, por tanto, enviada una nueva expedición que retomó el control sobre la colonia. Von Krusenstierna fue nombrado de nuevo gobernador. Pero esta nueva dominación tuvo una corta vida.
El 20 de abril de 1663 Fort Karlsborg y la capital Fort Christiansborg fueron conquistadas por los daneses después de un largo asedio durante el cual los defensores fueron comandados por el último "gobernador" (en realidad con el título de comandante) Tönnies Voss.
- Datos: Q769320
- Multimedia: Swedish Gold Coast / Q769320